# Slaget vid Manilabukten
Slaget vid Manilabukten (spanska: Batalla de Bahía de Manila), (engelska: battle of Manila Bay), var ett sjöslag under spansk-amerikanska kriget. Slaget utkämpades mellan amerikanska och spanska sjöstyrkor den 1 maj 1898, i Manilabukten utanför staden Manila på Filippinerna. Den amerikanska eskadern, bestående av fyra pansardäckskryssare och två kanonbåtar, besegrade den numerärt överlägsna spanska flottstyrkan, på sex kryssare och två kanonbåtar. Den amerikanska segern markerade det definitiva slutet för Filippinernas tillhörighet till Spanien.

### Webbkällor
- www.britannica.com: Slaget vid Manilabukten